# Montezumina
Montezumina is een geslacht van rechtvleugeligen uit de familie sabelsprinkhanen (Tettigoniidae). De wetenschappelijke naam van dit geslacht is voor het eerst geldig gepubliceerd in 1925 door Hebard.

## Soorten
Het geslacht Montezumina omvat de volgende soorten:
- Montezumina azteca Nickle, 1984
- Montezumina bidentata Nickle, 1984
- Montezumina bradleyi Hebard, 1927
- Montezumina cantralli Nickle, 1984
- Montezumina cohnorum Nickle, 1984
- Montezumina enigmata Nickle, 1984
- Montezumina granti Nickle, 1966
- Montezumina guyana Nickle, 1984
- Montezumina hubbelli Nickle, 1984
- Montezumina inca Nickle, 1984
- Montezumina intermedia Nickle, 1984
- Montezumina lamicerca Nickle, 1984
- Montezumina longistyle Márquez Mayaudón, 1965
- Montezumina maculata Nickle, 1984
- Montezumina maya Nickle, 2001
- Montezumina mesembrina Hebard, 1927
- Montezumina modesta Brunner von Wattenwyl, 1878
- Montezumina oaxaca Nickle, 1984
- Montezumina oblongooculata Brunner von Wattenwyl, 1878
- Montezumina obtusangulata Nickle, 1984
- Montezumina ocularis Saussure & Pictet, 1898
- Montezumina oridiopita Nickle, 1984
- Montezumina oridiops Saussure & Pictet, 1898
- Montezumina sinaloae Hebard, 1925
- Montezumina unguicerca Nickle, 1984
- Montezumina walkeri Nickle, 1984